# Sabra (film)
Sabra – polski czarno-biały dramat filmowy z 1933 w reżyserii Aleksandra Forda na podstawie scenariusza tegoż reżysera i Olgi Fordowej. Treścią filmu są losy grupy chaluców (pionierów) żydowskich, przybywających z Polski do Palestyny i zakładających osadę. Przybysze nawiązują złożoną relację z arabskimi mieszkańcami, na tle której rozgrywa się wątek miłosny arabskiej dziewczyny i żydowskiego chłopca.
Aleksander Ford, nawiązując do kina sowieckiego, propagował ideę solidaryzmu, krytykował żydowski i arabski nacjonalizm oraz napiętnował fanatyzm religijny. Producenci filmowi odsunęli go od projektu, bowiem nie podzielali jego wizji artystycznej. Przemontowali oni film, by odzwierciedlał pierwotny zamysł – zachęcanie Żydów do osiedlania się w Palestynie.
Sabra otrzymała mieszane recenzje krytyków. Recenzenci „Kuriera Polskiego”, „Wiadomości Literackich” i „Kina” zarzucali dziełu Aleksandra Forda przede wszystkim zbyt daleko idące podobieństwo do sowieckiej produkcji Ziemia pragnie (1930) Julija Rajzmana i chaotyczny scenariusz, natomiast sprawozdawcy „Naszego Przeglądu” i „Opinii” docenili je za walory artystyczne.
Sabra znajduje się w zbiorach Filmoteki Narodowej – Instytutu Audiowizualnego.

## Fabuła
Grupa żydowskich imigrantów opuszcza Polskę, by osiedlić się w Palestynie. W arabskiej wiosce są goszczeni przez szejka, który z fałszywą uprzejmością sprzedaje im rozległą działkę ziemi, znajdującą się na kamienistej pustyni. Chalucowie (pionierzy) przystępują do ciężkiej pracy w celu zagospodarowania nowo nabytej własności. Niebawem uświadamiają sobie brak bliskiego źródła wody; najbliższa studnia, należąca do szejka (pobierającego za jej użytkowanie opłaty), położona jest wiele kilometrów dalej. Przystępują więc do wykopania własnego ujęcia wody, lecz pustynny wiatr wciąż zasypuje wykop, niwecząc ich wysiłki. W tym samym czasie do osadników dołączają żony. Niektóre z nich nie są skore do pomocy. W grupie wybuchają konflikty, a trudne warunki życia doprowadzają do pierwszych ofiar. Podczas dalszych prac niemowa dostrzega ślad wody, ale w trakcie burzy piaskowej zostaje uwięziony na dole. Wydostawszy się na powierzchnię dzięki akcji ratunkowej, chce przekazać optymistyczną nowinę współbraciom. Nie znajduje wśród nich zrozumienia, co więcej – podejrzewany jest o postradanie rozumu z powodu wypadku.
Tymczasem w wiosce arabskiej odbywają się rytualne obrzędy. Szejk rozmawia ze starym fellahem w sprawie zakupu jego córki i poślubienia jej. Ojciec dziewczyny domaga się 40 funtów i bezpłatnego dostępu do studni. Obaj nie są świadomi tego, że ta kocha żydowskiego chłopaka. Arabowie, spostrzegając bezowocność modlitw o deszcz i będąc podjudzanymi przez szejka, czują coraz silniejszą nienawiść do żydowskich kolonistów. W końcu ich frustracja przelewa czarę goryczy i z hasłami śmierci najeźdźcom na ustach prowadzą stado bydła wprost na wioskę przybyszów, którzy obchodzą uroczyście pierwszy uśmiech losu w postaci odnalezienia wody. Między społecznościami – wściekłymi Arabami i zdezorientowanymi Żydami – dochodzi do walki, czego efektem jest zniszczenie obozowiska. Rdzenni mieszkańcy kończą utarczkę po usłyszeniu wieści, że osadnicy dokopali się do wody i chcą podzielić się nią z nimi.
Finał filmu był dwojaki. Zgodnie z wizją reżysera arabska dziewczyna i żydowski chłopak ginęli w czasie bójki, a pustynny wiatr zasypywał studnię. W wersji wyświetlanej w kinach młoda kobieta opatrywała rany swego ukochanego, po czym następowała dłuższa scena przedstawiająca świetlaną przyszłość państwa żydowskiego.

## Obsada
Zestawienie zostało przygotowane na podstawie źródła:

- Chana Rowina
- Jehoszua Bertonow
- Aharon Meskin
- Pesach Bar-Adon
- Rafael Klaczkin
- Szymon Finkel
- R. Goldberg
- R. Dawidow
- L. Horowic
- L. Flin
- Mula Cajtlin
- M. Teomi
- M. Forfeld
- Estera Bat-Eva
- Vera Disler
- A. Nachtomi
- S. Rafaeli

## Produkcja

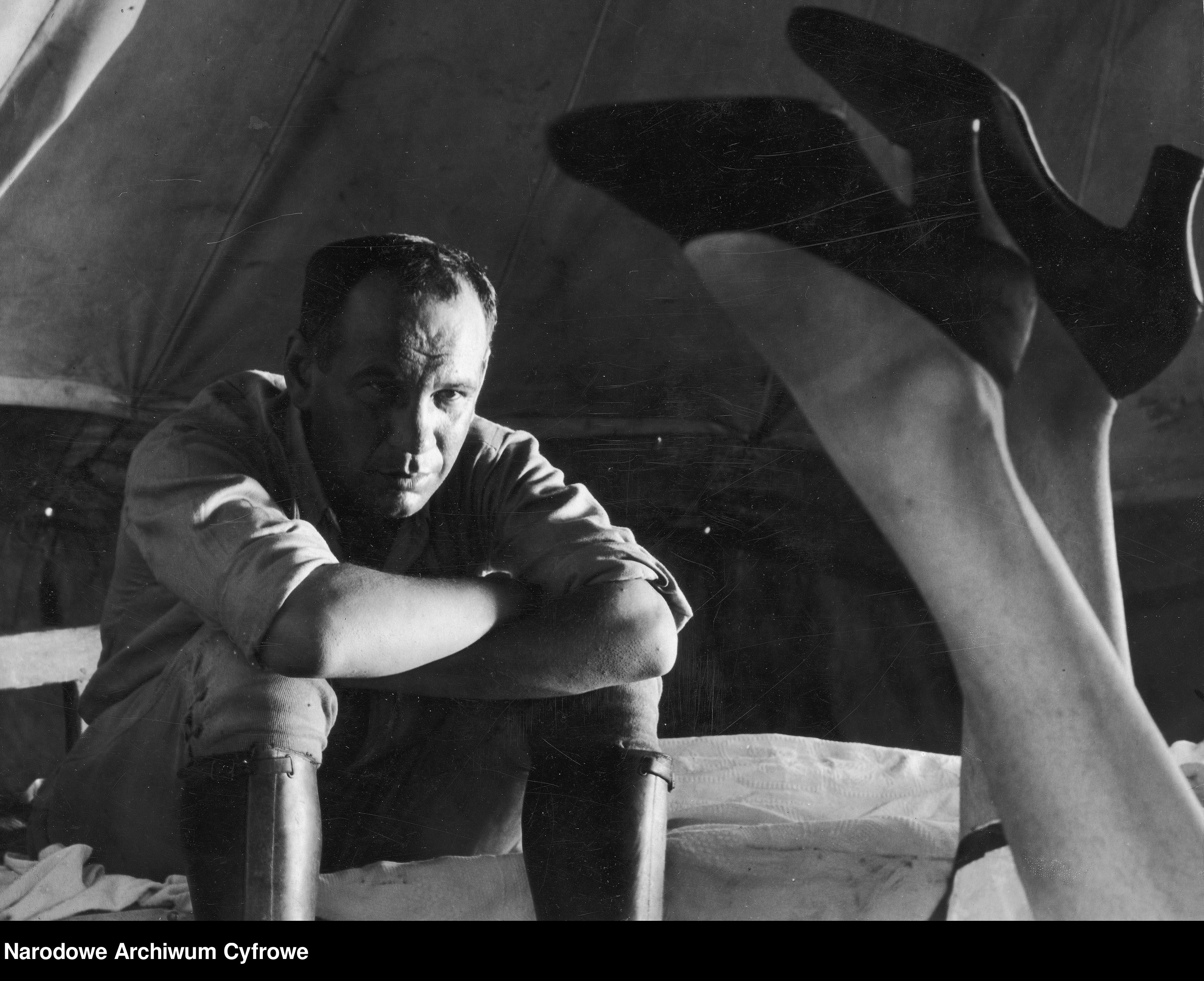
Jedna ze scen filmu

Według Stanisława Janickiego po sukcesie Legionu ulicy (1932), Aleksander Ford chciał kontynuować w swojej twórczości problematykę społeczną. Wzorem sowieckiej produkcji Bezdomni (1931) Nikołaja Ekka zamierzał zrealizować film koncentrujący się na kwestii młodzieży przestępczej, genezy tego zjawiska i procesie resocjalizacji młodych ludzi. Autorem scenariusza był Andrzej Wolica, a produkcją miała zająć się wytwórnia Leo-Film. Projekt nie doszedł jednak do skutku. Wobec tego niepowodzenia reżyser przyjął propozycję Władysława Markiewicza, by przygotować film o życiu chaluców (pionierów) w Palestynie.
Aleksander Ford, Olga Fordowa i operator Franz Weihmayr przybyli na Bliski Wschód bez napisanego scenariusza. W celu wykrystalizowania koncepcji filmu ekipa realizacyjna podróżowała po kraju, poznawała lokalne społeczności, ich zwyczaje i relacje. Filmowali z ukrycia różne momenty, na przykład muzułmańską uroczystość Nabi Musa. Dokumentacja wiązała się z dużym ryzykiem, dlatego artyści musieli podpisać oświadczenie przygotowane przez władze mandatowe Palestyny, że podejmują te działania na własną odpowiedzialność.
Jako zadeklarowany komunista Ford niechętnie odnosił się idei syjonizmu, uznając ją za fałszywą. Co więcej, odrzucił propozycję Żydów, aby pozostać na ziemi palestyńskiej, organizować tamtejszą kinematografię i pracować w teatrze. W ten sposób Szymon Finkiel opisał postawę reżysera we wspomnieniach: „Ford był bardzo poważnym młodym mężczyzną. Już wtedy robił wrażenie człowieka ambitnego, artysty dążącego do doskonałości. Był lewicowy, względnie «trochę lewicowy» – jak wtedy mówiliśmy – i chciał powrócić do Polski, mimo że proponowano mu pracę w Kraju. Prowadziliśmy z nim długie dyskusje. Wyraził się nawet lekceważąco o czynie syjonistycznym. Hebrajskiego nie znał”.
Wielomiesięczny wnikliwy rekonesans przekonał reżysera, że jego koncepcja formy obrazu będzie oparta na doświadczeniach podczas realizacji Legionu ulicy. Film otrzymał nazwę Sabra, która jest terminem oznaczającym zarówno niektóre gatunki opuncji, jak i ich słodkie owoce, równocześnie określa się tak Żydów urodzonych na ziemi palestyńskiej. Zwrócił szczególną uwagę na obraz środowiska, przesuwając na drugi plan historię i poczynania bohaterów. W celu uzyskania efektu „udramatyzowanego reportażu z akcją” połączył część zrealizowanych już wcześniej autentycznych, nieinscenizowanych scen z wyreżyserowanymi kadrami w taki sposób, aby stanowiły spójną fabułę, ponadto wątki fabularne zostały skonstruowane w zgodzie z surowym stylem całego filmu. Podobnie jak w poprzedniej produkcji pełnometrażowej, Ford zaangażował aktorów zawodowych (artyści teatru „Habima”) oraz liczne grono naturszczyków z lokalnej społeczności, poza tym rejestrował zdjęcia w autentycznych plenerach (pustynia) i wnętrzach. Zdjęcia kręcono w miejscowości Gedera.
Krytyka syjonizmu sprawiła, że Aleksander Ford zmienił pierwotny zamysł, aby produkcja opowiadała historię pionierów żydowskich. Porzucił aspekt narodowościowy, czego przykładem było nieakcentowanie pochodzenia przybyszów, o których można było powiedzieć jedynie tyle, że są Europejczykami z klasy robotniczej. Przede wszystkim posługiwali się językiem polskim, natomiast jidysz został zmarginalizowany. Ponadto reżyser nie przedstawił konfliktu narodowościowego między Żydami a Arabami. Według Tomasza Rachwalda Sabra, wzorowana na kinie sowieckim, została oparta na przeciwieństwach i aprobowała ideę solidarności klasowej. Pionierzy stanowili element porządku oraz reprezentowali siłę wspólnoty, mogącej za pomocą wspólnego czynu i wysiłku wprowadzać znaczące, pozytywne zmiany. Osiedleńcy i biedna ludność arabska zostali zrównani, potrzebując bowiem cennych dóbr (woda, ziemia), musieli zwracać się do posiadającego je bogatego szejka. Ford zawarł także w filmie wątek antyreligijny, przeciwstawiając sobie modlącą się o deszcz miejscową ludność i chaluców, rozwiązujących swoje problemy w sposób rozumowy.
Wizja artystyczna reżysera kłóciła się z planami producentów, dostrzegającymi w Sabrze możliwość propagowania idei syjonistycznej i zachęcania Żydów do wyjazdu do Palestyny. Prace montażowe odbyły się w Polsce bez udziału Forda, który odciął się od projektu. Wprowadzono dialogi w języku polskim, arabskim, jidysz i hebrajskim. Dodano opisane wcześniej nowe, szczęśliwe zakończenie i wstawki propagujące osadnictwo żydowskie (np. przemówienie Nachuma Sokołowa, przewodniczącego Światowej Organizacji Syjonistycznej). Producenci wykorzystali również dokumentację filmową z pobytu filmowców na Bliskim Wschodzie. Skutkiem tego przed Sabrą wyświetlano dodatek zatytułowany Kronika Palestyńska. Umieszczono w niej zapisy obchodów święta 3 maja w ambasadzie polskiej w Jerozolimie, targów lewantyńskich w Tel Awiwie oraz sprawozdanie z Olimpiady Machabejskiej. Ostatni z wymienionych tematów przedstawiano także niezależnie pod tytułem Makabiada. Dodatkowo zrealizowano filmy reportażowe o Palestynie, Transjordanii i uroczystościach Nabi Musa.
Budżet filmu wyniósł 5000 funtów palestyńskich.

## Premiera i recenzje

### Dystrybucja
W Polsce Sabra miała premierę 21 listopada 1933 w warszawskim kinie „Splendid”. W Palestynie zaś brytyjskie władze mandatowe zakazały wyświetlania produkcji, powołując się na propagandowy, antyarabski i lewicowy charakter dzieła. Według Stanisława Janickiego film nie był wyświetlany w Palestynie, natomiast Natan Gross podał, że po usunięciu wszystkich scen z Arabami przez Jakowa Dawidona pozwolono na dopuszczenie Sabry do pokazów kinowych na tym terytorium mandatowym.

### Odbiór krytyczny w Polsce
Sabra otrzymała mieszane recenzje krytyków w Polsce.
W pierwszych słowach recenzji Jerzy Toeplitz z „Kuriera Polskiego” zauważył daleko idące podobieństwo Sabry do sowieckiej produkcji Ziemia pragnie (1930) Julija Rajzmana, zarówno w tematyce, jak i realizacji. Główne i poboczne wątki były do siebie zbliżone, z tym wyjątkiem, że akcja sowieckiego filmu rozgrywała się w Turkiestanie, a bohaterami, przybywającymi na nowe tereny, byli komsomolcy z głębi Rosji. W dalszej części tekstu recenzent zastrzegł, że ostateczny montaż i kompozycja dzieła nie była autorstwa Forda, lecz nieznanego bliżej twórcy pracującego w polskiej wytwórni. Wspomniane elementy wzbudziły największe wątpliwości Toeplitza, który skrytykował nieudolną synchronizację dźwięku, zbyt wyraźne lub zamazane dialogi, krzykliwą i nieciekawą muzykę Lachsa, nierówny poziom fotografii (kilka ładnych ujęć, ale ogólnie dominuje szarość i brak wyrazu). Pisząc o konstrukcji scenariusza, docenił stworzenie dramatu zespołowego, jednakże jednostki składające się na zespół nie zostały wystarczająco scharakteryzowane lub ich wątki zostały rozpoczęte i w pewnym momencie urwane. Wobec tego „film rozsypuje się, nie klei, a psychologicznie obraz jest «puszczony»”. Odniósłszy się do strony aktorskiej, pozytywnie ocenił występy artystów z „Habimy”, aktora odgrywającego rolę szejka oraz statystów-autochtonów. W podsumowaniu napisał, że „z kina wychodzi się z uczuciem rozczarowania. «Sabra» to projekt na dobry film, ale projekt całkowicie położony. Zamiast oryginalnej epopei kolonizatorskiej dano publiczności bladą, źle zrobioną, tak tekstowo, jak i formalnie, wersję filmu «Ziemia pragnie»”.
Krytycznie o dziele Forda wypowiedział się także recenzent „Wiadomości Literackich”. Skarcił reżysera za „zależność od filmów sowieckich, zwłaszcza «Ziemia pragnie»”. W porównaniu z filmem sowieckim, w którym „zachwycała przedewszystkiem niezwykła logika konstrukcji, doskonała ciągłość linji akcji, – «Sabrze» brak właśnie spoistości, zrównoważenia partyj; chwilami akcja w najmniej interesujących momentach wlecze się nielitościwie, gdzieindziej znów zamyka się w nazbyt gwałtownym skrócie”. Stefania Heymanowa, pisząc sprawozdanie w „Kinie”, również zwróciła uwagę na podobieństwo omawianego filmu z dziełem Julija Rajzmana. W odróżnieniu jednak od recenzenta „Wiadomości Literackich” krytykowała obie produkcje za chaotyczny scenariusz, brak konstrukcji, nadużycie pierwszych planów i niezdecydowany montaż.
Pozytywną recenzję wystawił produkcji krytyk „Naszego Przeglądu”. Podkreślił, że Aleksander Ford kontynuował w Sabrze linię artystyczną zapoczątkowaną w Legionie ulicy, gdzie ujawniło się „to samo szerokie a luźne traktowanie tematu, to samo ograniczenie gry artystów, ta sama ekspresja wydobywana przy pomocy montażu – słowem film równie interesujący w swojej formie, o wybitnych aspiracjach artystycznych”. Dziennikarz docenił ponadto oryginalne sceny, oprawę muzyczną oraz synchronizację mowy i dźwięku. W jego opinii wadą było to, że „dziwne wrażenie sprawiają napisy dodane dla informacji. Panuje w nich fałszywy patos i niezrozumiała obłuda. Nie nazywają rzeczy po imieniu. Nie tłumaczą przytem, co oznacza tytuł filmu. Należy je stanowczo usunąć”. Drobne uwagi skierował również w stronę niedoskonałości w charakterystyce postaci, kładąc to jednak na karb poszukiwań przez reżysera artystycznych środków wyrazu. Recenzent „Opinii” nazwał produkcję filmem żydowskim, chociaż zarzucił „agentom”, że w samym filmie oraz ośmiostronicowym programie kinowym ani razu nie pada słowo „Żyd” lub „syjonizm”. Następnie określił ją „filmem na ogół najzupełniej poprawnym, w poszczególnych zaś fragmentach – nawet wysoce artystycznym”. Na plus zapisał, biorąc pod uwagę niewielką ekipę, budżet i realizację projektu na „pustkowiu”, oryginalność i konsekwencję Forda, ponadto zdjęcia, umiejętne stosowanie kontrastu w montażu i grę aktorską teatru „Habimy”. Bronił reżysera przed zarzutami za zbytnie podobieństwo do Ziemia pragnie, natomiast krytykował za usilne wstawianie fragmentów reportażowych (np. święta arabskie), nie wnoszące nic do akcji.

### Prasa
- Stefania Heymanowa, Sabra, „Kino”, 1933, nr 49 (3 XII), Warszawa: Prasa Polska S.A..
- Recenzje filmowe, „Nasz Przegląd”, 1933, nr 336 (1 XII), Warszawa.
- Jerzy Toeplitz, Sabra, „Kurier Polski”, 1933, nr 328 (27 XI), Warszawa: W. Kosiakiewicz.
- Zastępca, Kronika filmowa, „Wiadomości Literackie”, 1933, nr 52 (3 XII), Warszawa: Antoni Borman i M. Grydzewski.

### Opracowania
- Leszek Armatys, Barbara Armatys, Wiesław Stradomski, Historia filmu polskiego, t. 2, Warszawa: Wydawnictwa Artystyczne i Filmowe, 1988, ISBN 83-221-0368-9.
- Michał Danielewicz, Ford. Reżyser [Calibre], Warszawa: Wydawnictwo Krytyki Politycznej, 2019.
- Natan Gross, Film żydowski w Polsce, Kraków: Wydawnictwo „Rabid”, 2002, ISBN 83-88668-23-4.
- Stanisław Janicki, Aleksander Ford, Warszawa: Wydawnictwa Artystyczne i Filmowe, 1967.
- Tomasz Rachwald, „Aleksander Ford”, człowiek zmyślony. Tożsamość i polityka w ''Sabrze'' (1933) i ''Drodze młodych'' (1936), [w:] Teresa Rutkowska (red.), Kwartalnik Filmowy, t. 92, Warszawa: Instytut Sztuki PAN, Stowarzyszenie Liber Pro Arte, 2015, s. 61–74, ISSN 0452-9502.